# تشارلز د. باريت
تشارلز د. باريت (بالإنجليزية: Charles D. Barrett)‏ هو ضابط أمريكي، ولد في 16 أغسطس 1885 في هندرسون في الولايات المتحدة، وتوفي في 8 أكتوبر 1943 في كاليدونيا الجديدة في فرنسا.